# مسرحية اللي يريد الحلو
اللي يريد الحلو مسرحية عراقية كوميدية هادفة عرضت على المسرح ببغداد عام 2009 من بطولة الفنانين ماجد ياسين، إنعام الربيعي، ناهي مهدي، قاسم السيد، إحسان دعدوش، نجم الربيعي، زهور علاء، سولاف جليل، رضا طارش، حسن قاسم، محمود شنيشل والمسرحية من إنتاج المنتج عصام العباسي اخرجها للمسرح غانم حميد واخرجها للتلفزيون فارس طعمة التميمي.

## احداث المسرحية
وفكرة هذه المسرحية تدور حول كائنات فضائية تغزو كوكب الارض وتأخذ منه عينات بشرية إلى الفضاء من اجل معرفة طبيعة هذه العينة ومن أي سلالة يعانون ويحاربون كل المشاكل والمصاعب التي تواجههم ولكن في الختام يعودون إلى بغداد وواجهوا الغزاة ولم يستطع الغزاة ان يأخذوا أي شئ منهم أو يقتربون منهم أو يسمحوا للغزاة بأذية كوكب وسكان الارض والمسرحية مسرحية كوميدية وهادفة

## الممثلون
- ماجد ياسين
- إنعام الربيعي
- ناهي مهدي
- قاسم السيد
- إحسان دعدوش
- نجم الربيعي
- زهور علاء
- سولاف جليل
- رضا طارش
- حسن قاسم
- محمود شنيشل

## وصلات خارجية
```
الفيديو الكامل لمسرحية اللي يريد الحلو
```